# Salto
 Ovo je glavno značenje pojma Salto. Za druga značenja pogledajte Salto (razdvojba).
Salto je okret tijela u letu naprijed, nazad ili bočno za 360° oko ramene osi.
Izvodi se iz zaleta ili iz odraza s mjesta s jednom ili obje noge koje se u skoku zgrče ili ispruže u stranu. Salto se može izvesti s jednim ili više okreta (jednostruki, dvostruki, trostruki) Doskače se jednom ili s obje noge, a odskače kod pojedinih sportova sa sprave s oprugom.
Salta se izvode u: sportskoj gimnastici, akrobatici, skokovima u vodu i kod 
trampolina.
Do 2003. godine dvostruki salto u zgibu postao je uobičajen u ženskoj gimnastici. Salto sa trostrukim rotacijama postoji u muškoj gimnastici, ali se rijetko koristio do 2017. godine.
Salto je i okret pod vodom kod plivanja slobodnim i leđnim stilom.

## Galerija
- Animacija salta
- Salto unatrag na jednoj nozi
- Prednji salto u položaju štuke
- Salto na Olimpijskim igrama mladih 2018.